# Un dragon comme pas deux
Un dragon comme pas deux est une bande dessinée, adaptée de la série télévisée Chasseurs de dragons.
- Scénario : Laurent Turner
- Dessins : Mathieu Venant
- Couleurs : Lorien

## Synopsis
Lian-chu et Gwizdo doivent attraper un dragon que connait Lian-chu, mais un individu veut du mal à Gwizdo.